# Corpo di polizia locale di Roma Capitale
Il Corpo di polizia locale di Roma Capitale, i cui membri sono spesso scherzosamente definiti pizzardoni, è il servizio di polizia municipale di Roma Capitale.

## Storia
Le origini del moderno Corpo di polizia locale possono essere ritrovate nell'istituzione del Corpo delle guardie di città istituito il 15 ottobre 1870 dalla Giunta provvisoria di Roma in seguito all'annessione della città da parte del Regno d'Italia. I primi membri, selezionati tramite bando di arruolamento, sono 196 guardie e 33 graduati. Il corpo fu riformato nel 1910, venendo ribattezzato Corpo delle guardie municipali, e poi nel 1920, venendo ribattezzato Corpo dei vigili urbani.
Con l'avvento del Governatorato di Roma nel 1925 i vigili urbani furono sostituiti dal Corpo della pubblica sicurezza per i servizi metropolitani (divenuti noti semplicemente come "metropolitani") alle dipendenze del questore di Roma.
Circa un anno dopo la liberazione di Roma con deliberazione della giunta municipale n° 3441 del 19 ottobre 1945 fu ricostituito il Corpo dei vigili urbani, che con l'approvazione della legge quadro sulla polizia municipale nel 1986 fu ribattezzato in Corpo di polizia municipale e poi con l'approvazione della legge regionale n° 1 del 13 gennaio 2005 in Corpo di polizia locale.

## Controversie
Nel 2012 il nucleo investigativo del Comando Legione Lazio dell'Arma dei Carabinieri iniziò ad indagare su alcuni flussi di denaro sospetti in seguito alla denuncia da parte del comandante del Corpo di polizia locale Angelo Giuliani del furto di alcuni hard disk dal centro sportivo dei poliziotti sul lungotevere Dante. Secondo quanto ricostruito nelle casse del centro sportivo sarebbero stati depositati ingenti quantitativi di denaro da parte di alcuni commercianti del centro storico come tangenti in cambio di alcuni favori da parte dei poliziotti. A risultare indagati sono stati lo stesso comandante Giuliani oltre che diversi agenti del Gruppo I ed alcuni dipendenti del Municipio I.
Nel 2014 il comandante del Corpo di polizia locale Angelo Giuliani fu posto agli arresti domiciliari per corruzione con l'accusa di aver accettato nel 2011 una tangente di 30000 euro per garantire l'aggiudicazione dell'appalto per i lavori di pulizia e ripristino della sede stradale a seguito di incidenti alla società Sicurezza & Ambiente (SEA). Rilasciato poco dopo, l'inchiesta si è estinta nel 2019 con la prescrizione.

## Struttura

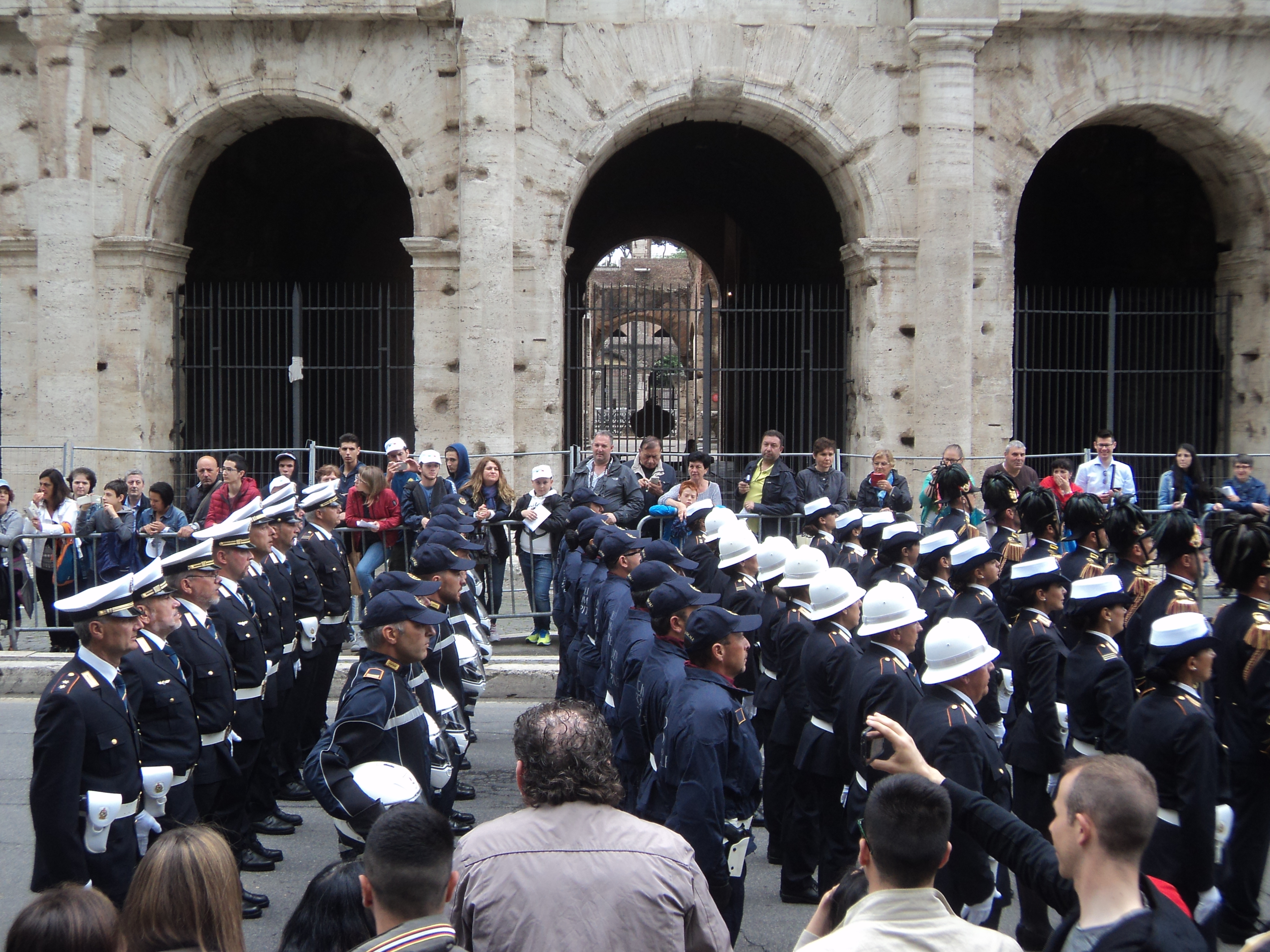
Polizia locale in parata durante la Festa della Repubblica Italiana del 2 giugno 2016

Il Corpo di polizia locale è dotato di un comando generale, il cui comandante viene nominato direttamente dal sindaco di Roma, alle cui dipendenze sono posti: la Direzione di coordinamento operativo, la Direzione coordinamento attività operativa di sicurezza urbana, sociale ed emergenziale, la Direzione di coordinamento normativo funzionale e i vari gruppi municipali. Il Corpo è dotato di una propria scuola di formazione del personale
I gruppi municipali sono:
- I Gruppo Centro Storico
- I Gruppo Prati
- II Gruppo Parioli
- II Gruppo Sapienza
- III Gruppo Nomentano
- IV Gruppo Tiburtino
- V Gruppo Prenestino
- V Gruppo Casilino
- VI Gruppo Torri
- VII Gruppo Tuscolano
- VII Gruppo Appio
- VIII Gruppo Tintoretto
- IX Gruppo EUR
- X Gruppo Mare
- XI Gruppo Marconi
- XII Gruppo Monteverde
- XIII Gruppo Aurelio
- XIV Gruppo Monte Mario
- XV Gruppo Cassia
- Pronto intervento traffico (GPIT)
- Sicurezza sociale urbana (GSSU)
- Sicurezza pubblica ed emergenziale (SPE)

## Qualifiche del personale
Gli appartenenti al Corpo rivestono le seguenti qualifiche, limitatamente al territorio comunale di Roma Capitale:
- pubblico ufficiale ai sensi dell'art. 357 del codice penale,
- agente di polizia giudiziaria ai sensi dell'art. 57 comma 2 lettera b del codice di procedura penale,
- ufficiale di polizia giudiziaria ai sensi dell'art. 5 comma 1 legge 07/03/1986 n 65,
- agente di pubblica sicurezza ai sensi dell'art 5 comma 2 legge 07/03/1986 n 65,
- agente addetto al servizio di Polizia Stradale ai sensi dell'art. 12 del codice della strada.

## Compiti

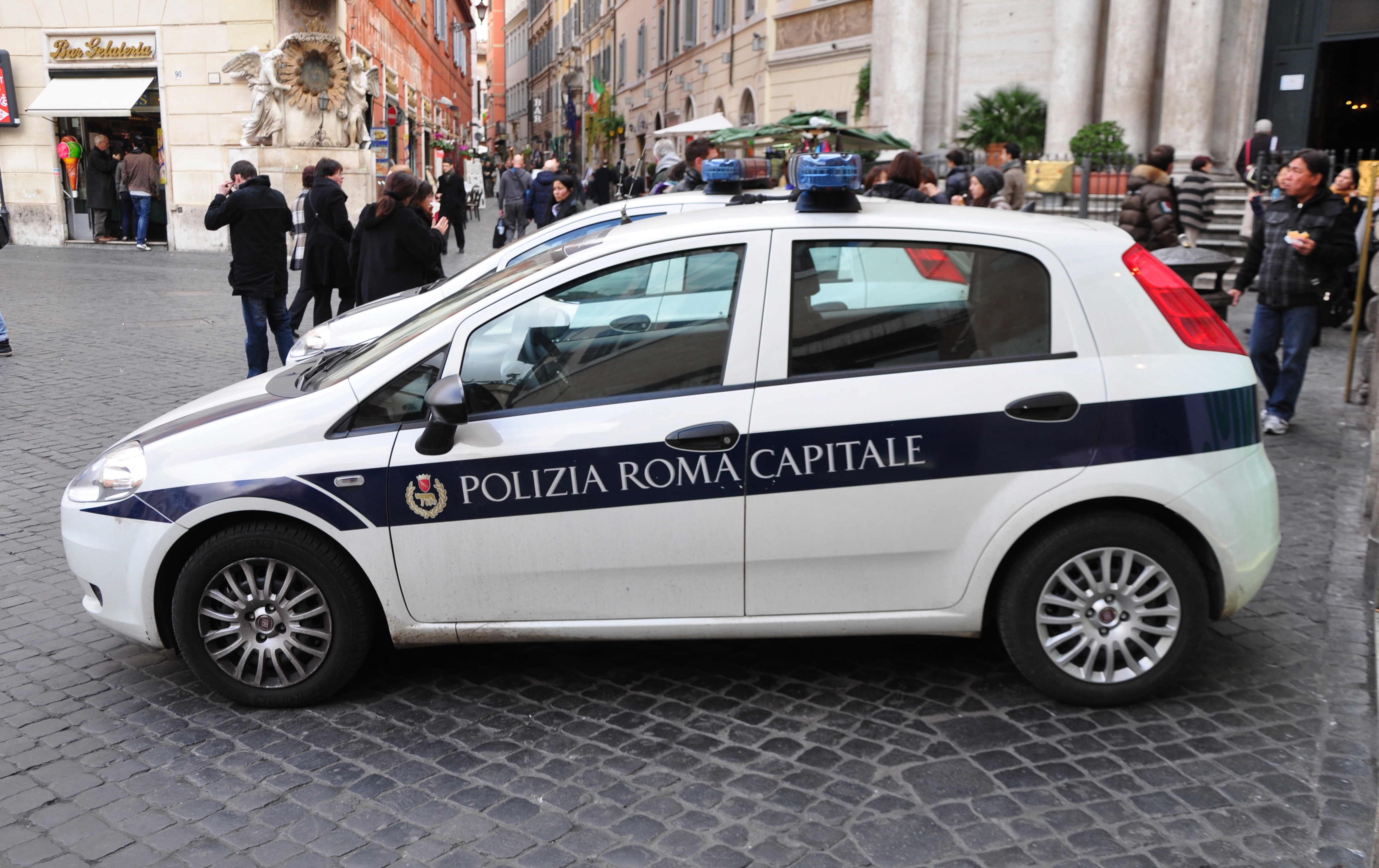
Fiat Grande Punto con la livrea del Corpo di polizia locale di Roma Capitale

- polizia amministrativa locale, urbana e rurale
- sicurezza urbana e di pubblica sicurezza
- polizia stradale
- tutela del consumatore, polizia sanitaria, veterinaria e mortuaria
- vigilanza sull'igiene e la somministrazione di cibi e bevande
- tutela urbanistica e polizia edilizia
- polizia ambientale, demaniale e tutela degli animali
- polizia giudiziaria
- missioni di soccorso, protezione civile e servizi di rappresentanza
- accertamenti e informazioni relativi alle attività istituzionali dell'ente (accertamenti anagrafici ecc)
- evasione ed elusione dei tributi locali

L'attività di Polizia Stradale, si occupa in via principale del settore strategico del controllo e della regolazione della mobilità su strada.
Ha il fine di garantire e preservare la Sicurezza stradale, consiste nella prevenzione, accertamento e repressione degli illeciti inerenti al codice della strada, il trasporto pubblico locale, taxi e noleggio di veicoli, regolazione della viabilità, rilevazione di incidenti stradali e infortunistica stradale, rimozione di veicoli, occupazione abusiva di posti invalidi, uso improprio dei Pass Disabili, rilevazione della velocità mediante autovelox fissi e mobili, guida sotto l'effetto di sostanze alcoliche, psicotrope e stupefacenti, falsificazione di patenti, libretti di circolazione e targhe, espletamento di scorte.
Il Corpo della polizia locale di Roma Capitale vanta alcuni reparti operativi che operano su tutto il territorio di Roma.
Nell'ambito della sicurezza socioambientale e urbana, la polizia locale di Roma svolge attività di Polizia nel contrastare illeciti amministrativi e penali in materia edilizia e urbanistica (abusivismo edilizio, tutela del territorio anche con l'ausilio del Reparto Volo), in materia ambientale (repressione dei reati a danno della natura, dell'ambiente e degli animali, la salvaguardia del patrimonio arboreo, incendi boschivi, scarichi illeciti di acque reflue e smaltimento e trasporto illecito di rifiuti, inquinamento acustico ed elettromagnetico, con il supporto tecnico del personale ARPA), in materia urbana e sociale (perseguimento degli atti di vandalismo, insediamenti abusivi, monitoraggio e controllo dei campi nomadi e dell'evasione scolastica, tutela dei soggetti fragili e dei minori, occupazioni abusive degli immobili del patrimonio comunale destinati all'assistenza alloggiativa, prostituzione, sfruttamento di minori e disabili nei fenomeni di accattonaggio minorile, microcriminalità).
Nell'ambito delle attività di polizia giudiziaria e di Sicurezza Urbana il personale del Corpo espleta numerose indagini d'iniziativa e su delega dell'Autorità Giudiziaria.
La sezione di Pronto Intervento Centro Storico - decoro urbano (PICS) ha il compito di contrastare i fenomeni e i comportamenti illeciti che compromettono il decoro urbano della città (abbandono indiscriminato di rifiuti urbani, ingombranti, speciali e pericolosi; affissioni abusive, mancata raccolta delle deiezioni canine e violazione delle norme contenute nel Regolamento di polizia urbana e di igiene; discariche abusive e abbandono di veicoli su suolo pubblico e in aree protette, tutela delle aree verdi, dei giardini comunali e dei parchi, l'azione vandalica dei graffitisti).
La Sezione Arce Capitolina espleta funzioni di vigilanza all'interno e all'esterno del Campidoglio, sede dell'Assemblea Capitolina Consiliare e del sindaco, prestando servizio d'ordine e d'onore per lo svolgimento delle attività istituzionali del Consiglio Comunale e della Giunta Capitolina.
Le attività svolte nel settore della Polizia Amministrativa comprende la Tutela del Consumatore, la Polizia Commerciale e Annonaria. Il personale della Polizia di Roma Capitale vigila pertanto sulla prevenzione e repressione degli abusi e degli illeciti di natura amministrativa e penale compiuti nel settore del commercio e del turismo, a danno della tutela del consumatore, dei turisti e della salute dei cittadini: abusivismo commerciale, merce contraffatta, prodotti alimentari scaduti e sofisticati, somministrazione e igiene di alimenti e bevande, vendita di prodotti pericolosi, verifiche sulla regolare e lecita attività delle guide turistiche e delle strutture ricettive, le agenzie d'affari e di viaggi, le affissioni e gli impianti pubblicitari abusivi, manutenzione di ascensori e montacarichi e tutto quanto previsto dal TULPS nelle norme delegate ai Comuni.
La Polizia Amministrativa Locale si occupa anche del controllo sull'evasione dei tributi locali (COSAP, IMU, TARI).
L'attività svolta nell'ambito della Polizia Urbana è strettamente legata al Regolamento Comunale di Polizia Urbana, che stabilisce norme e divieti al fine di garantire il pacifico svolgimento della vita cittadina, la sicurezza e l'incolumità dei cittadini, la tutela delle aree verdi, dei parchi comunali, del patrimonio storico-artistico della Capitale, le occupazioni di suolo pubblico, l'ordine e la quiete pubblica, l'esercizio di mestieri sul suolo pubblico ecc. Ad ogni violazione e trasgressione, corrisponde una sanzione amministrativa di natura pecuniaria.
La polizia locale di Roma Capitale, essendo un Corpo di polizia locale, ha numerosi altri compiti istituzionali: accertamenti anagrafici, polizia sanitaria, veterinaria e mortuaria, quest'ultimo settore disciplinato da un apposito Regolamento Comunale.
Svolge inoltre un servizio di ausilio alla guardia medica attivo 24 ore su 24, come nel caso dell'esecuzione coattiva del trattamento sanitario obbligatorio, disposto con provvedimento del sindaco, in qualità di Autorità Sanitaria Locale, su proposta motivata del medico.
La polizia locale di Roma gestisce anche l'Ufficio oggetti smarriti e rubati rinvenuti.
Spetta alla Polizia di Roma Capitale far rispettare le ordinanze emanate dal sindaco, atte a contrastare i fenomeni di degrado urbano, abusivismo commerciale, illecite occupazioni di suolo pubblico. Alcuni esempi di OS vigenti fino al 30 gennaio 2013 riguardano "Disposizioni per contrastare atti vandalici di danneggiamento e/o imbrattamento del patrimonio pubblico e della proprietà privata"; "Disposizioni per la tutela del decoro urbano", "Prevenzione e Repressione degli schiamazzi, rumori, igiene e pulizia degli spazi pubblici" mentre sarà in vigore fino al 30 settembre 2012 in alcuni quartieri in cui si concentra la Movida romana il "Divieto di vendita al dettaglio o per asporto di bevande alcoliche". L'ultima ordinanza, recante la firma del sindaco di Roma Gianni Alemanno, riguarda "Disposizioni urgenti per garantire la tutela delle aree di pregio del centro storico": in base al provvedimento, fino al 31 dicembre 2012 nelle aree “di particolare pregio storico, artistico, architettonico e culturale ricomprese nel perimetro della città storica di Roma” è fatto divieto di bivaccare, sistemare giacigli e sostare per consumare cibi o bevande e le sanzioni amministrative sono comprese tra 25 e 500€. Le Ordinanze, se necessario, vengono prorogate di volta in volta fino a cessate esigenze.
Le sanzioni amministrative sono comprese tra 50 e 500€, a seconda della violazione e dell'illecito compiuto.
La Centrale operativa, attiva 24 ore su 24, gestisce le chiamate e le richieste di intervento e di emergenza ed è il centro di coordinamento delle attività della polizia locale di Roma Capitale, è in collegamento con le Centrali Operative della Questura, dei Carabinieri, dei Vigili del fuoco, del Corpo forestale dello Stato, del 118 e della Protezione civile.
La Polizia di Roma Capitale ha istituito la Sezione di polizia giudiziaria nelle Procure della Repubblica presso il tribunale ordinario, il tribunale per i minorenni di Roma e il giudice di pace: le sezioni sono costituite da personale del Corpo e svolge attività investigativa su delega dell'Autorità Giudiziaria.
La Sezione di polizia giudiziaria della polizia locale Roma Capitale presso la Procura è stata insignita del premio Sicurezza Urbana per la migliore operazione di servizio effettuato dal nucleo investigativo costituito da sette appartenenti al Corpo che, dopo un anno di indagini, ha scoperto e interrotto un giro di affari illeciti per circa sette milioni di euro. Una “società-fantasma” vendeva fittiziamente case del Comune, alcune anche di pregio, sfruttando l'immagine del Campidoglio con falsa documentazione catastale. L'operazione, che è stata coordinata dal giudice Alberto Caperna, si è svolta tra l'Italia e la Croazia ed ha portato all'arresto di tre pluripregiudicati, con oltre dieci denunce per avvocati, commercialisti e altri operatori finanziari.

## Armamento e dotazione strumentale
Gli agenti e funzionari armati hanno assegnata in via continuativa la pistola semiautomatica Beretta 84 FS Cheetah, Heckler & Koch, modello SFP9-pb, inoltre tutti gli appartenenti al Corpo hanno in dotazione individuale manette e spray antiaggressione "key defender".

### Automezzi
I reparti della Polizia locale di Roma si avvalgono dei seguenti autoveicoli:
- Fiat Punto e Grande Punto - Dismessi;
- Fiat Panda in allestimento pesante e leggero, anche in versione 4x4;
- Opel Mokka in allestimento pesante e leggero - Dismesso;
- Fiat Tipo in allestimento pesante e leggero;
- Toyota Yaris;
- Jeep Renegade in allestimento 4xe;
- Peugeot Partner Tepee in allestimento pesante;
- Fiat Doblò  e Fiat Doblò XL;
- Subaru Forester - Dismesso.

### Reparto motociclistico
- Yamaha XT 660R;[14]
- BMW F800 GT e RT850;
- Honda Integra 750;
- Moto Guzzi V85 TT.[15]

### Reparto volo
- Eurocopter EC 135 - Dismesso.

## Qualifiche e gradi
Distintivi di grado del personale della Polizia Roma Capitale:
| Qualifica                                                          | Distintivo per controspallina | Soggolo |
| ------------------------------------------------------------------ | ----------------------------- | ------- |
| Dirigenti                                                          |                               |         |
| Comandante Generale                                                |                               |         |
| Vice Comandante del Corpo                                          |                               |         |
| Comandante di Gruppo Municipale o Dirigente di Unità Organizzativa |                               |         |
| Funzionari di Polizia Locale                                       |                               |         |
| Responsabile di Coordinamento di Sezioni                           |                               |         |
| Responsabile di Sezione                                            |                               |         |
| Responsabile di Reparto                                            |                               |         |
| Responsabile di singola o più attività di reparto                  |                               |         |
| Istruttori di Polizia Locale                                       |                               |         |
| Istruttore C5                                                      |                               |         |
| Istruttore                                                         |                               |         |

## Eventi e operazioni d'interesse

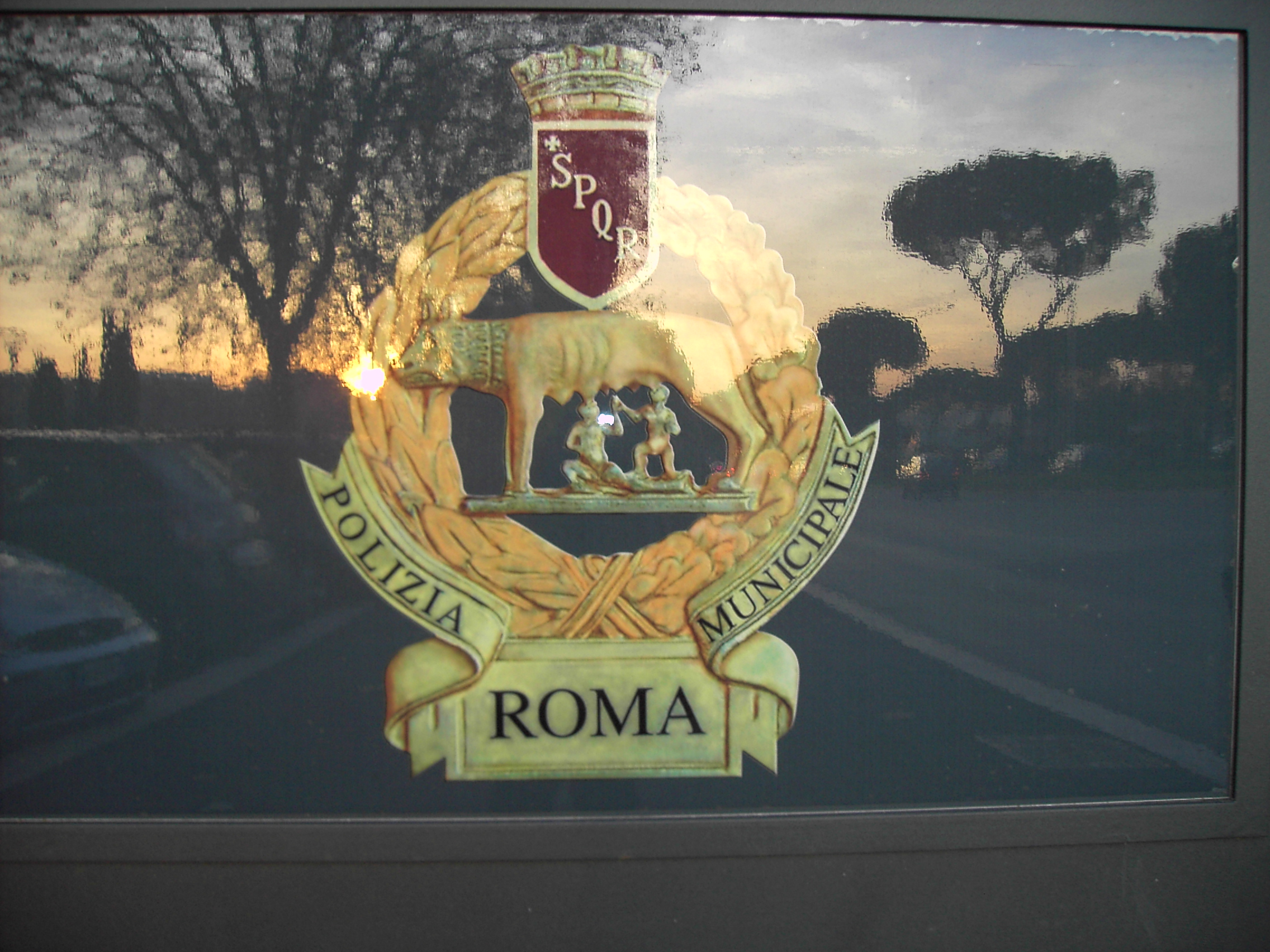
Il simbolo dell'allora polizia municipale romana in una garitta

### La cattura di Luciano Liboni
Nell'estate del 2004 la cattura di Luciano Liboni, dopo una lunga latitanza caratterizzata da vari crimini, è avvenuta anche grazie all'intervento della polizia municipale di Roma. Una signora segnalò la presenza di Liboni in prossimità del Circo Massimo ad un agente di polizia locale il quale chiese supporto a due colleghi motociclisti: questi ultimi iniziarono a pedinare il sospettato senza farsi vedere e, una volta appurato che si trattava di Liboni, chiesero ausilio ad una pattuglia di carabinieri motociclisti, prima che il sospettato potesse entrare nella stazione della metropolitana. Liboni prese in ostaggio una famiglia francese in visita nella capitale e aprì nuovamente il fuoco sui carabinieri. I militari risposero e lo ferirono gravemente al capo, poi lo ammanettarono. In quel periodo la quasi totalità del personale del Corpo non aveva in dotazione l'arma da fuoco di ordinanza.